# Плишкинцы
Плишкинцы — деревня в Новоторъяльском районе Республики Марий Эл. Входит в состав Масканурского сельского поселения.

## География
Находится в северо-восточной части республики Марий Эл на расстоянии приблизительно 15 км по прямой на северо-запад от районного центра посёлка Новый Торъял.

## История
Известна с 1744 года как починок Плишина, где жила семья с двумя детьми. В 1801 году в селении Плишины Уржумского уезда Вятской губернии насчитывалось 20 дворов. В 1939 году в деревне Плишкинцы Куанпамашского сельсовета Новоторъяльского района проживали 180 жителей. В 1970 году здесь числилось 124 жителя. В 1992 году в деревне Плишкинцы Куанпамашского сельсовета насчитывалось 3 хозяйства, 5 человек, в 2002 года — 2 двора. В советское время работали колхозы «Трудовик», «Прожектор», совхоз «Памяти Ленина».

## Население
Население составляло 1 человек (русские 100 %) в 2002 году, 1 в 2010.